# Пеняки
Пеняки (укр. Пеняки) — село в Подкаменской поселковой общине Золочевского района Львовской области Украины.
Население по переписи 2001 года составляло 622 человека. Занимает площадь 1,642 км². Почтовый индекс — 80664. Телефонный код — 3266.

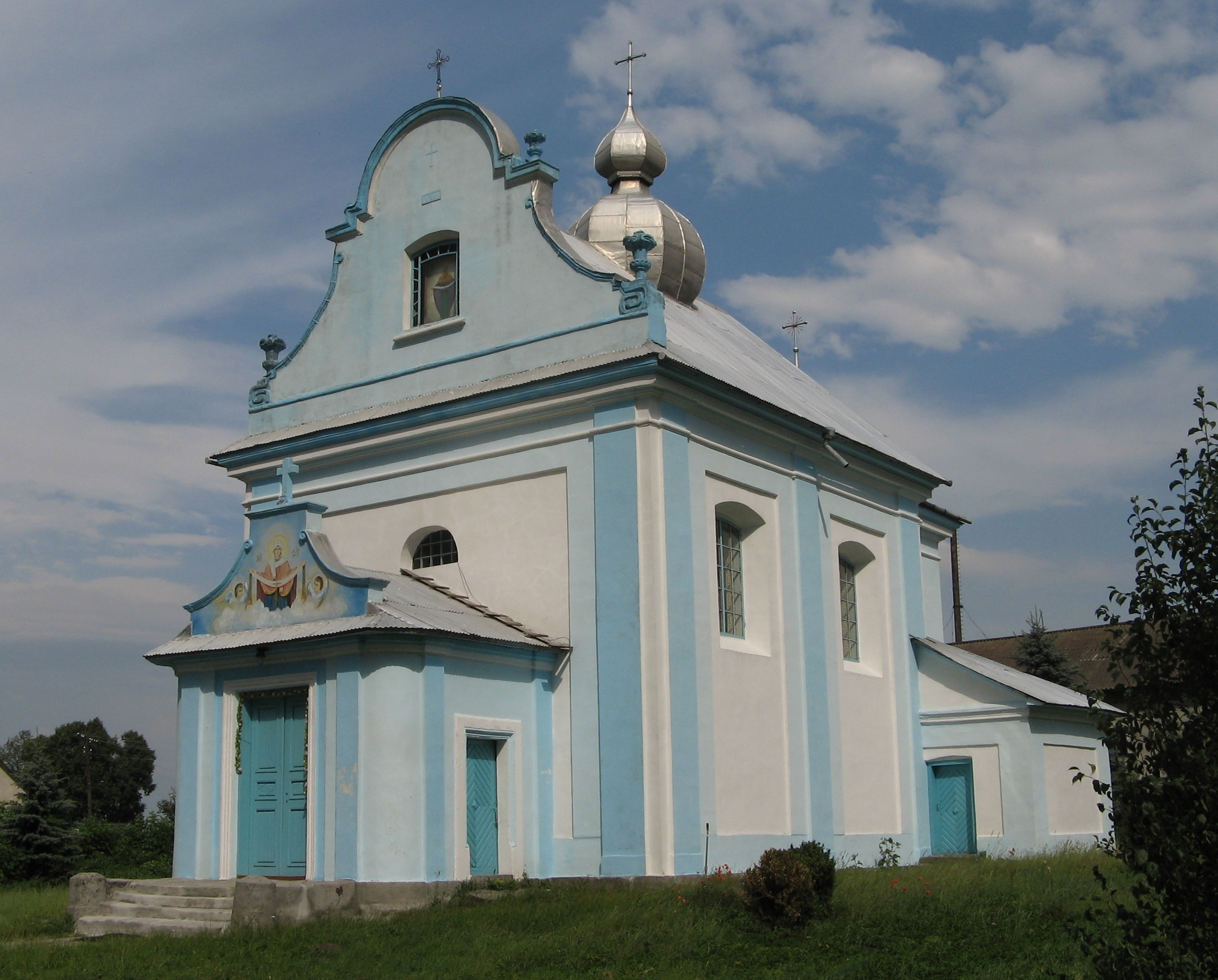
Покровская церковь, 1782